# 대한민국 상법 제357조
대한민국 상법 제357조는 무기명식의 주권의 발행에 대한 상법 회사법의 조문이다.

## 조문
제357조 (무기명식의 주권의 발행) ① 무기명식의 주권은 정관에 정한 경우에 한하여 이를 발행할 수 있다. ② 주주는 언제든지 무기명식의 주권을 기명식으로 할 것을 회사에 청구할 수 있다.

第357條 (無記名式의 株券의 發行) ① 無記名式의 株券은 定款에 定한 境遇에 限하여 이를 發行할 수 있다.
②株主는 언제든지 無記名式의 株券을 記名式으로 할 것을 會社에 請求할 수 있다.